# Висока Круча
18°05′59″ пн. ш. 88°06′19″ зх. д. / 18.09972° пн. ш. 88.10528° зх. д.
Висока Круча (англ. High Bluff) — мис на півострові Юкатан в Белізі і в акваторії Карибського моря.

## Географія
Мис Висока Круча знаходиться в Карибському морі, зокрема в його затоці-бухті Четумаль на узбережжі Белізу, країни Латинської Америки. Ця частинка суходолу, адміністративно приналежна до округу Коросаль і розташована на його береговій лінії та є топографічним орієнтиром-координатою на сході країни.